# Gentofte-status
Kommuner med Gentofte-status var en række kommuner i Københavns Amt (og i den sydøstligste del af Frederiksborg Amt), der havde en særlig status mellem 1920 og 1974. De var ikke købstæder, og de havde en anden status end landkommunerne. 

## Gentofte-status fra 1920
Omkring 1920 viste det sig, at 1800-tallets inddeling i købstadskommuner og sognekommuner ikke lod sig anvende på alle kommuner. Flere landkommuner havde en befolkningsmæssig størrelse og dermed bebyggelse og andre vilkår, der gjorde brugen af sognerådsstyre utilstrækkeligt og derfor utilfredsstillende. Dette blev først synligt i Gentofte Kommune, der hurtigt udviklede sig til en folkerig forstad til København, men hvor en indlemmelse i København ikke ansås for ønskelig eller mulig. I erkendelse heraf vedtoges i 1920 en lov, der bemyndigede indenrigsministeren til at give Gentofte Sogneråd lov til blandt sine medlemmer at udpege en formand og en næstformand samt 2-4 personer til at gå formanden til hånde. Valg af formand og næstformand skulle ske efter reglerne for valg af borgmester og rådmænd i købstæderne.

## Borgmestre fra 1934
Efter kort tid benyttede man i Gentofte ikke længere betegnelsen sogneråd, men kommunalbestyrelse, og i 1934 blev betegnelsen sognerådsformand afløst af betegnelsen borgmester. Loven gav tillige Gentofte ret til at nedsætte faste udvalg, og ligeledes skulle der i kommunalvedtægten optages en bestemmelse om, at borgmesteren skulle have et vederlag for sit arbejde.

## Omegnskommunerne fra 1952
Da Gentofte Kommune var den første af hovedstadsområdets kommuner, der fik den nye status, kom ordningen til at blive betegnet ”Gentofte-status”. I de følgende år fik flere sognekommuner "Gentofte-status" med Lyngby-Tårbæk Kommune som den første. 
”Gentofte-status” indebar desuden, at sognekommunerne kunne indrette deres skolevæsen på samme måde som i købstadskommuner. Endvidere måtte de anvende reglerne for købstæder i forbindelse med folkeregistre, næringslovgivning, landvæsensretter og vandløbslovgivning.
I 1952 indførtes Gentofte-status for Ballerup-Måløv, Birkerød, Brøndbyerne, Dragør, Farum, Gladsaxe, Glostrup, Herlev, Herstederne, Hvidovre, Høje-Tåstrup, Hørsholm, Rødovre, Store Magleby, Søllerød, Tårnby, Vallensbæk og Værløse kommuner.

## Kommunalreformen i 1970
Bestemmelserne om Gentofte-status kan opfattes som en forløber for den egentlige kommunalreform gennemført i 1970, som ophævede adskillelsen mellem sogne- og købstadkommuner til fordel for den nye kommunetype kaldet primærkommunen. Karakteristisk nok skete der ved kommunalreformen i 1970 ingen ændring i udstrækningen af de fleste omegnskommuner i Københavns Amt, hvilket var udtryk for, at disse med hensyn til både indbyggertal og styre allerede levede op til de målsætninger, som kommunalreformen tilsigtede.

## Ændringer i 1974
I 1974 blev der alligevel gennemført en mindre kommunalreform i Københavns Amt. Nogle steder blev kommunegrænserne regulerede, således blev Avedøre overført fra Glostrup Kommune til Hvidovre Kommune.
Nogle kommuner blev nedlagte, således blev Sengeløse Kommune indlemmet i Høje-Taastrup Kommune. Sengeløse havde Gentofte-status i 1970–1974.
På Amager blev Store Magleby Kommune indlemmet i Dragør Kommune.
Ved nedlæggelsen af Sengeløse og  Store Magleby kommuner i 1974 bortfaldt begrebet Gentofte-status.